# Amduat
Am-Duat (egip. - Imi-dwat) -  To-co-jest-w-Podziemiu, To-co-jest-w-Ukrytej-Komnacie\Zaświatach -..."Pisma ukrytej komnaty, siedziby dusz, bogów, cieni i ich akcji... Dla poznania dusz Duat, dla ich aktów, dla poznania aktów wychwalania Boskiej Światłości, dla poznania tajemnych mocy, dla poznania zawartości godzin i ich bogów. By wiedzieć to, co On im mówi, by znać bramy i drogi, jakimi podąża Wielki Bóg, by znać bieg godzin..." - w starożytnym Egipcie zespół Królewskich Ksiąg Grobowych podający zmarłemu rytualne sposoby dostania się w Zaświaty. 
Podzielony na dwanaście godzin opis nocnej podróży Słońca - Słonecznej Barki, podający dwanaście Regionów Nocy, podróży ..."ku kresowi Nocy"..., która kończy się triumfem Słońca nad siłami Ciemności. Na dziobie barki stoi Sia - intuicja, prowadząca ją poprzez otchłanie.
Ostateczna wersja zredagowana prawdopodobnie za czasów panowania Amenhotepa I, po raz pierwszy pojawiła się w postaci inskrypcji i malowideł w grobowcu Totmesa III.
Często wykorzystywana do okresu amarneńskiego, a po przerwie znów od czasów Seti I do końca XX dynastii. W czasach późniejszych, aż do podboju Egiptu przez Aleksandra Macedońskiego, wykorzystywana powszechnie przez dostojników i arystokrację